# 터미네이터 제니시스
《터미네이터 제니시스》(영어: Terminator Genisys)는 2015년에 개봉한 터미네이터 시리즈의 5번째 작품이다.
전편인 4편 미래전쟁의 시작에서 당시 캘리포니아 주지사로 행정수행중이었던 아널드 슈워제네거가 영화배우로 복귀하여 다시 터미네이터 시리즈에 출연하게 되었으며 터미네이터 시리즈 최초로 한국인 배우 이병헌이 T-1000역으로 출연하였다.

## 줄거리
2029년, 인류 저항군 지도자 존 코너는 인류를 말살하려는 스카이넷에 맞서 최후의 공세를 펼친다. 저항군이 승리하기 전, 스카이넷은 타임 머신을 가동하여 T-800/모델 101 터미네이터를 1984년으로 보내 존의 어머니인 사라를 죽이려 한다. 존의 오른팔인 카일 리스는 그녀를 보호하기 위해 자원하여 시간 여행을 한다. 카일이 기계의 자기장에 떠 있을 때, 그는 존이 다른 저항군 병사에게 공격당하는 것을 본다. 이는 시간적 역설을 만들어 타임라인을 변경하고 카일이 자신과 평행한 버전의 어린 시절 기억을 경험하게 한다.
1984년 로스앤젤레스에 도착한 스카이넷의 T-800은 사라와 재프로그래밍된 T-800인 "팝스"에 의해 무력화된다. 알 수 없는 존재가 팝스를 1973년으로 보내 스카이넷이 보낸 T-1000에 의해 부모가 살해당한 아홉 살 사라를 보호하도록 했다. 카일이 1984년에 도착했을 때, 그는 T-1000에게 가로막히지만 사라와 팝스가 산으로 파괴한다. 사라와 팝스는 스카이넷과 같은 임시 타임 머신을 만들었고, 사라는 스카이넷이 자아를 갖게 되는 해인 1997년으로 여행하여 스카이넷을 막을 계획이다. 그러나 과거가 바뀌었음을 깨달은 카일은 미래 또한 바뀌었을 것이라고 확신한다. 그는 어린 시절 환영에서 받은 경고를 떠올리며, 스카이넷을 막기 위해 2017년으로 가야 한다고 사라를 설득한다. T-1000과의 전투 후, 팝스는 시간 여행을 방해하는 외부 손상을 입었다. 그는 1984년에 남아 미래에 카일과 사라를 만나기 위해 그들의 도착을 기다린다.
2017년, 카일과 사라는 번잡한 샌프란시스코 고속도로 한가운데에 나타나 시 경찰에 체포된다. 부상 치료를 받는 동안, 사라와 카일은 스카이넷이 "제니시스"라고 불리며, 곧 공개될 대중적인 운영체제라는 것을 알게 된다. 존이 갑자기 나타나 사라와 카일을 구출한다. 팝스가 도착하여 예상치 못하게 존을 쏘며, 존이 이제 고급 터미네이터가 되었음을 밝힌다. 존을 공격했던 저항군 병사는 터미네이터로 위장한 스카이넷이었다. 카일이 시간 여행을 하는 동안, 스카이넷은 존을 공격하고 나노머신으로 감염시켜 그를 세포 수준에서 사이보그로 변환시켰다. 존은 스카이넷의 생성을 확실히 하기 위해 세뇌당했으며, 사이버다인 시스템즈의 제니시스 개발을 돕기 위해 과거로 돌아가 스카이넷과 그 기계들의 등장을 확고히 했다. 팝스는 존과 싸우다가 그를 충분히 붙잡아 그들이 탈출할 시간을 벌어준다.
스카이넷의 전 세계적 공격 하루 전, 사라, 카일, 팝스는 안전가옥으로 물러나 사이버다인의 제니시스 메인프레임을 파괴하기 위한 마지막 준비를 한다. 그들은 존이 뒤쫓아오는 가운데 사이버다인 본부로 향한다. 공중 추격 중, 팝스는 존의 헬리콥터로 돌진하여 추락시킨다. 존은 추락에서 살아남아 사이버다인 단지로 들어가 카운트다운을 13시간에서 15분으로 단축시킨다. 카일, 사라, 팝스는 존을 막으면서 시설의 주요 지점에 폭탄을 설치한다.
최후의 전투에서, 팝스는 존을 시제품 타임 머신의 자기장에 가둔다. 둘 다 파괴되지만, 폭발 직전 팝스의 잔해는 장치에서 튕겨져 나와 근처의 실험적인 모방 폴리합금 통에 들어간다. 카일과 사라는 시설 아래의 벙커에 도달하고 폭발로 인해 폭탄이 터져 제니시스가 온라인 상태가 되는 것을 막는다. 팝스가 나타나 T-1000과 같은 모방 폴리합금 부품으로 업그레이드되어 잔해에서 탈출하는 것을 돕는다.
세 사람은 카일의 어린 시절 집으로 가서 카일에게 제니시스에 대해 이야기하고 자신에게 경고를 반복하여 1984년에서 온 세 사람의 도착을 확실히 하라고 지시한다. 사라, 카일, 팝스는 시골로 차를 몰고 떠난다. 쿠키 영상은 보호된 지하 공간에 위치한 제니시스의 시스템 코어가 폭발에서 살아남았음을 보여준다.

## 배역
- 아놀드 슈워제네거 - 터미네이터 (오리지널 T-800 모델)
- 제이슨 클라크 - 존 코너, T-3000
- 에밀리아 클라크 - 사라 코너
- 제이 코트니 - 카일 리스
- J. K. 시먼스 - 오브라이언
- 다요 오케니이 - 대니 다이슨
- 맷 스미스 - 알렉스, (T-5000)
- 코트니 B. 밴스 - 마일스 다이슨
- 이병헌 - T-1000
- 애런 V. 윌리엄슨 - 터미네이터 (뉴 T-800 모델)
- 샌드린 홀트 - 청
- 마이클 글래디스 - 마티아스
- 테리 위블 - 마리암
- 브라이언트 프린스 - 어린 카일 리스
- 그리프 퍼스트 - 버크
- 테리 데일 파크스 - 보안청 요원
- 안소니 마이클 프레더릭 - 경찰 역
- 매티 페라로 - 잰슨 요원 역
- 케리 오맬리 - 카일의 엄마 역
- 더글러스 스미스 - 에릭 톰슨 역

## 한국판 성우진(KBS) (2016년 9월 16일)
- 이정구 - T-800(아놀드 슈워제네거)
- 양석정 - 카일 리스(제이 코트니)
- 이재용 - 존 코너/T-3000(제이슨 클라크)
- 사문영 - 사라 코너(에밀리아 클라크)
- 김정호 - 오브라이언(J. K. 시먼스) / 마일스 다이슨(코트니 B. 밴스)
- 곽윤상 - 마티아스(마이클 글래디스)
- 정성훈 - 스카이넷/T-5000(맷 스미스)
- 김도담 - 대니 다이슨(다요 오케니이) / T-1000(이병헌)
- 명금영 - 어린 카일 리스(브라이언트 프린스)
- 최정현 - 청(샌드린 홀트)
- 조연우 - 카일의 아버지(마크 아담)